# Eurytemora lacinulata
Eurytemora lacinulata is een eenoogkreeftjessoort uit de familie van de Temoridae. De wetenschappelijke naam van de soort is voor het eerst geldig gepubliceerd in 1853 door Fischer.